# Terec
Terec es un personaje ficticio de género no binario perteneciente al universo Star Wars.

## Concepto y creación
Terec y su hermane Ceret, ambos personajes de género no binario, fueron presentados al público el 31 de marzo de 2021, cuando la cuenta oficial de Star Wars publicó en Instagram una portada variante del cómic The High Republic centrada en estos personajes. La portada fue ilustrado por el artista Javier Garrón, y ambos personajes fueron anunciados en conmemoración del Día de la Visibilidad Transgénero.
El personaje apareció por primera vez de forma oficial en el cómic Star Wars: The High Republic #2.

## Biografía ficticia

### Misión en el sistema Kazlin
Terec y su hermane Ceret se unieron en una misión de la orden jedi al maestro Skerr y la caballera Keeve Trenis tras recibir una llamada de socorro. Tras dividirse en dos grupos, un Nihil solitario atacó a Terec, antes de ser asesinado por Skerr. Tras el ataque Terec recibió atención médica básica por parte de Trenis, hasta la llegada de las maestras Avar Kriss y Vernestra Rwoh. Mientras Terec se encontraba en el faro Starlight recibiendo atención médica su hermane y el maestro Keer acudieron al planeta Sedri Minor tras haber localizado arroz de ese planeta en la nave Nihil. Ceret desapareció durante la misión, y Terec entró en colapso, afirmando estaba sintiendo el mismo dolor que estaba experimentando Ceret, por lo que este debía estar en grave peligro.

### La oscuridad de los Drengir
Terec entró en un estado delirante sin explicación aparente, descubriéndose más tarde que Ceret estaba bajo el control mental de una especie de plantas conocida como los Drengir. Al estar sus mentes conectadas, Terec pasó a estar también bajo su control. Mientras Terec atacaba al maestro Skerr, Avar Kriss enfrentó a los Drengir en la superficie, liberando a ambes de su control. Más tarde, cuando el cartel Hutt llegó al planet, Terec se unió al conflicto, luchando junto a sus compañeros jedi.
Finalmente Terec luchó también contra el Gran Progenitor, líder de los Drengir, haciéndose su bando con la victoria.

### Infiltración
Después del ataque, Terec se infiltró en los Nihil junto con Trennis, informando a los Jedi a través de su conexión con Ceret. Sus identidades fueron descubiertas y Lourna Dee desató al Gran Nivelador sobre Terec, quien comenzó a convertirse en piedra. Sin embargo, su conexión con Ceret le salvó, y ambes entraron en un trance de hibernación en lugar de morir.

### Destrucción del faro Starlight
Meses después, durante la destrucción del faro Starlight, Keeve Trennis rescató a Terec y Ceret de la estación, donde estaban en la cámara de curación. Casi fue succionade al espacio, pero la Maestra Avar Kriss usó su habilidad con la fuerza para conectar a todos los jedis supervivientes, despertando a Terec y Ceret de su trance. Al despertar usaron la Fuerza para salvar a Trennis, y los tres escaparon en una cápsula de escape, aterrizando en el planeta Eiram, donde se reunieron con Kriss.

## Recepción
Matt Kamen, de Gayming, criticó duramente la introducción del personaje, alegando que se trataba de una falsa representación en una franquicia donde la representación LGBT era inexistente, especialmente en las películas, y afirmó que los personajes de género no binario deberían ser humanos y no pertenecer a especies ficticias.